# Été 36
Production
Diffusion
Été 36 est une série télévisée historique française réalisée par Fred Garson d'après un scénario de Marie Deshaires et Catherine Touzet.
Cette série historique de 6 épisodes est une coproduction de Quad Drama, TF1, La Compagnie Cinématographique et Panache Productions, réalisée en association avec Netflix le soutien de la région Provence-Alpes-Côte d'Azur et du Centre national du cinéma et de l'image animée,,,,,.

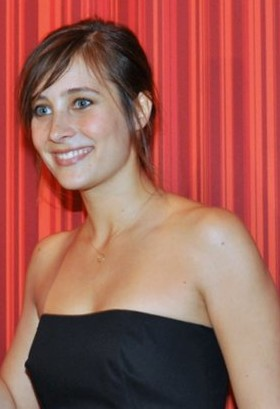
Julie de Bona.

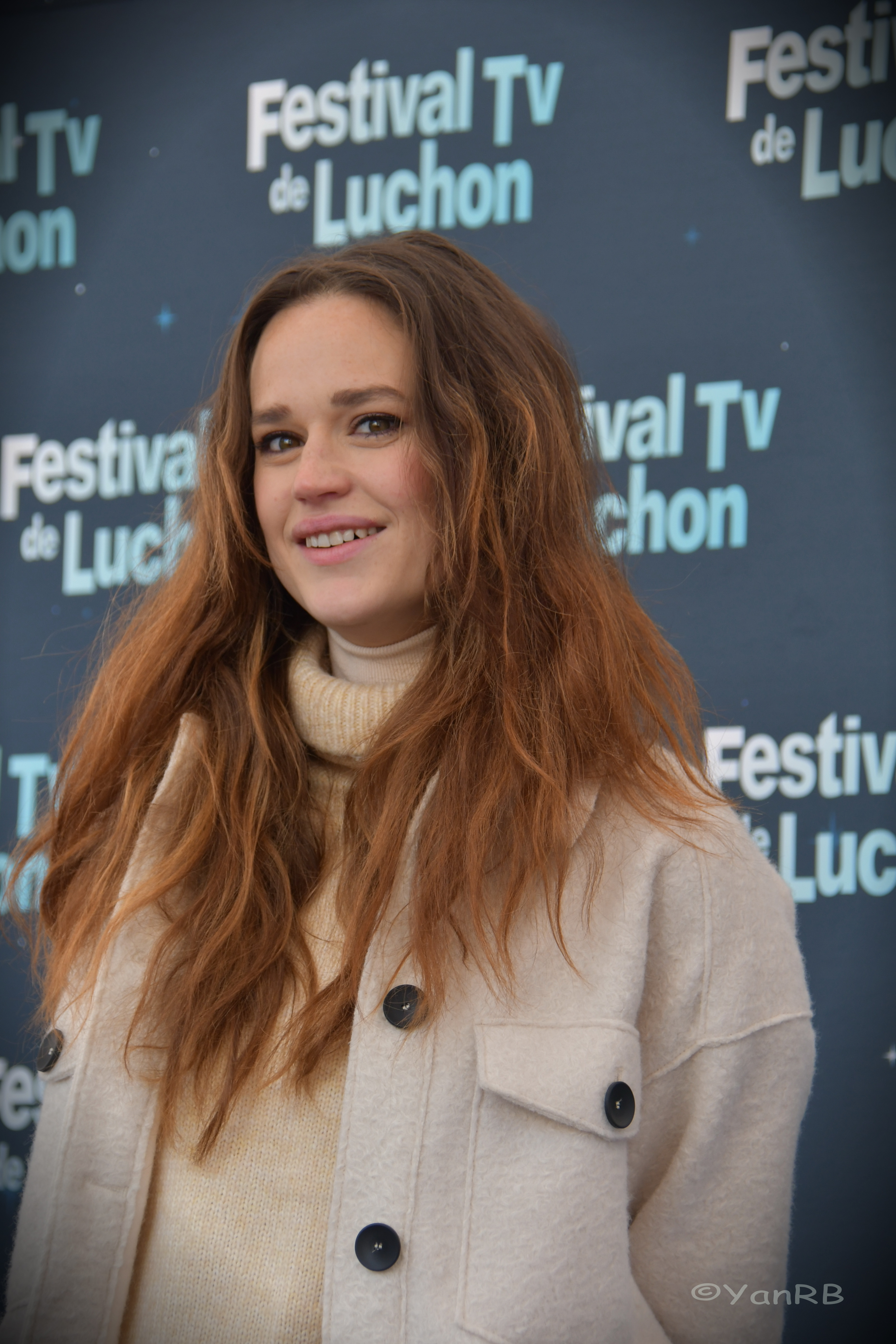
Constance Gay.

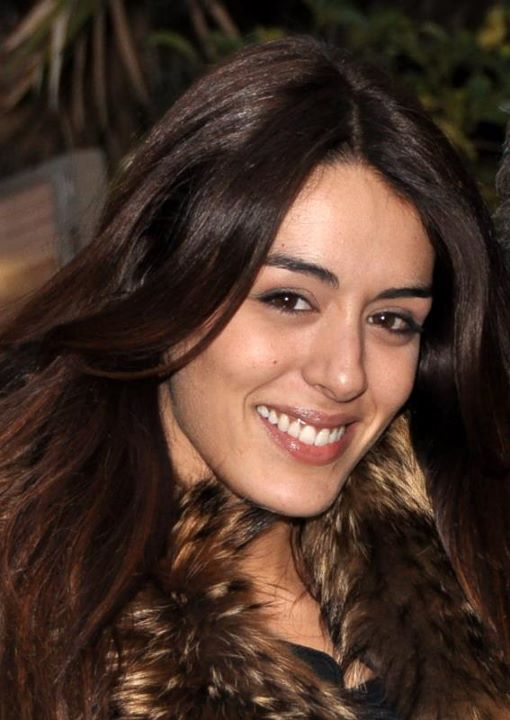
Sofia Essaïdi.

## Distribution
- Julie de Bona
- Sofia Essaïdi
- Nolwenn Leroy
- Constance Gay
- François-Xavier Demaison
- Miou-Miou
- Pascal Elbé
- Sam Karmann
- Simon Ehrlacher
- Camille Japy
- Assaâd Bouab
- Arnaud Binard
- Clément Aubert

## Production

### Genèse et développement
Cette série historique est produite par Quad Drama dans la foulée des séries historiques Le Bazar de la Charité et Les Combattantes,,,,,,.
En octobre 2022, la productrice Iris Bucher confie à Télé-Loisirs son envie de donner une suite à la série Les Combattantes : « On a très envie de continuer. Cela ne dépend pas que de moi, mais on est en train d'y réfléchir. On a commencé à travailler sur un nouveau projet, mais il est encore trop tôt pour en parler. Il fallait trouver la bonne idée concernant l'époque à laquelle se déroulerait la série, la bonne équipe de scénariste. Et là je pense qu'on a un alignement de planète très sympa" explique-t-elle avant de nous livrer quelques indices : "La période sera postérieure, et la série sera en costumes, car c'est un peu la marque de fabrique… ».
Au printemps 2023, lors du Festival Séries Mania, le PDG de TF1 Rodolphe Belmer, qui a fait partie du conseil d'administration de Netflix de 2018 à 2022, explique la volonté de son groupe de poursuivre les partenariats avec des plateformes de streaming comme Netflix : « C'est quelque chose qu'on va poursuivre, qu'on va essayer d'amplifier. Nous sommes très satisfaits de nos premières collaborations avec Netflix, qui ont permis de faire émerger des programmes très bien financés […] On est en train de travailler sur un troisième opus dans la lignée des Combattantes et du Bazar de la charité, toujours avec Quad et Iris Bucher. »,,.
Belmer annonce alors que cette nouvelle série aura pour toile de fond les années 1930 et la montée au pouvoir du Front Populaire, après l'année 1897 et la Première Guerre mondiale qui servaient de toile de fond aux deux mini-séries historiques précédentes,,,.

### Attribution des rôles
La série réunit Julie de Bona et Sofia Essaïdi, deux des quatre actrices vedettes de la série Les Combattantes, une autre série historique, produite par Quad Drama et diffusée en 2022, dont l'action se déroulait en 1914, date du début de la Première Guerre mondiale,,,,.
En octobre 2022, Julie de Bona confie à Télé-Loisirs son envie de participer à une suite des Combattantes : « On en rêve tous. Iris Bucher est une grande productrice, qui ne lâchera rien. Ça va être de la bombe. J'aimerais avoir de belles tenues et de belles coiffures… J'adorerais aussi un personnage avec un peu de fantaisie, d'irrévérence et d'insolence. Je voudrais pencher du côté obscur de la force pour une fois ! ».
En mars 2025, Télé-Loisirs annonce que Camille Lou ne peut pas participer à la série Été 36 en raison du tournage de la saison 2 de la série Cat's Eyes : « Il a fallu malheureusement faire des choix. J'aimerais tellement pouvoir tout faire mais je ne peux pas ! Il y a eu un moment une fausse info qui avait circulé, et j'étais hyperdéçue de donner des faux espoirs à certaines personnes. »,.
De son côté, Audrey Fleurot renonce à participer à la série à cause de ses projets, dont le tournage d'une version féminine du comte de Monte-Cristo,.

### Tournage
Le tournage de la série se déroule du 1er avril au 18 mai 2025 à Nice, Grasse et Sospel, dans la région Provence-Alpes-Côte d'Azur,,,.

### Fiche technique
Sauf indication contraire, les informations mentionnées dans cette section peuvent être confirmées par la base de données cinématographiques Allociné,  présente dans la section « Liens externes ».
- Titre français : Été 36
- Genre : Drame
- Production : Iris Bucher[1]
- Sociétés de production : Quad Drama[3],[7],[1],[23]
- Réalisation : Fred Garson[21],[1],[23]
- Scénario : Marie Deshaires et Catherine Touzet[22],[1]
- Pays de production :  France
- Langue originale : français
- Format : couleur
- Nombre de saisons : 1
- Nombre d'épisodes : 6[7],[24]
- Date de première diffusion en télévision : 2026